# 哆囉美遠族
哆囉美遠族（哆囉美遠語：Torobiawan、Turubiawan；噶瑪蘭語：TuRbuan）為台灣北部平埔族原住民，分布於宜蘭縣壯圍鄉、冬山鄉一帶。是巴賽族16世紀前遷移至宜蘭社頭的一支，已被噶瑪蘭族同化。部分族人隨噶瑪蘭族遷移到花蓮、台東等地。

## 歷史紀錄
在哆囉美遠人與噶瑪蘭人的傳說中，皆有提及其祖先是自南方搭船遷移至今日的宜蘭平原一帶。馬淵東一認為哆囉美遠人自台灣北部移居到花蓮的立霧溪一帶，之後才向北遷移至宜蘭平原。至於移居的時間點，最早可以追溯到17世紀的荷蘭文獻，當時已有發音類似哆囉美遠的部落，目前推測哆囉美遠人可能在噶瑪蘭族之後才遷居宜蘭。18世紀左右，哆囉美遠社的規模以達到230至240戶左右，約1200到1300人口。1899年，宜蘭哆囉美遠社仍有35戶、160人。隨著漢人勢力進入宜蘭平原，威脅到噶瑪蘭人及哆囉美遠人的生存空間，儘管當地原住民嘗試抵抗漢人勢力的入侵，然而最終仍不敵漢人勢力，最終逐漸移居或遭到漢化。

## 現況
部分哆囉美遠人南下遷至花蓮新社部落，與噶瑪蘭族及阿美族雜居。但早在20世紀初期，這些與噶瑪蘭族共同生活的哆囉美遠後裔除了兩、三個單字之外，已無關於哆囉美遠語的記憶。1955年左右，哆囉美遠人舉辦了最後一場哆囉美遠式的治病祭儀，目前僅存祖先祭祀祭儀。而哆囉美遠也大多自我定位為噶瑪蘭族，已喪失對於哆囉美遠族的族群認同。

## 聚落
- 社頭社（哆囉美遠社/trobiawan）：今宜蘭縣壯圍鄉新社村等地。
- 里腦社（linaw）：今宜蘭縣冬山鄉補城村及三奇村之間。

## 祭儀
哆囉美遠族和噶瑪蘭族一樣會舉行年底的祭祖儀式「巴禮令」（palilin），但哆囉美遠族的儀式較嚴格。
噶瑪蘭族在晚上舉行，允許外人參與或祭拜；哆囉美遠族則是在早上舉行，當天中午12點以前結束，嚴格規定只有至親的家人才可以參加，不許外人觀看和參與，因為哆囉美遠族人相信，若讓外人看到某家人正在舉行「巴禮令」時，那壞運氣將會降臨在這個家族，因此部落的人都嚴格遵守這個規定。
「巴禮令」主要祭品是一隻會啼叫的公雞，祭祀用的公雞經過燒烤水煮熟後，取下雞心、雞肝、雞胃，並平均分成四等份，移到客廳正式舉行祭拜。由於「巴禮令」的祭祀行為非常隱密，因此不同家庭的祭祀方式也可能不同。

## 外部連結
- 凱達格蘭社會文化（页面存档备份，存于）
- 哆囉美遠族之祖先祭祀 - 國史館臺灣文獻館 （页面存档备份，存于）
- 在新年出現的族群 （页面存档备份，存于）

1. 1 2 3 4  清水純. . 臺灣文獻季刊. 2007-09, 58 (3): 265-294.